# Futebol de 5 nos Jogos Paralímpicos
O futebol de 5 para jogadores com deficiência visual é disputado nos Jogos Paralímpicos desde a edição de Atenas 2004.

## Eventos
| Evento    | 60 | 64 | 68 | 72 | 76 | 80 | 84 | 88 | 92 | 96 | 00 | 04 | 08 | 12 | 16 | 20 | 24 | Anos |
| --------- | -- | -- | -- | -- | -- | -- | -- | -- | -- | -- | -- | -- | -- | -- | -- | -- | -- | ---- |
| Masculino |    |    |    |    |    |    |    |    |    |    |    | •  | •  | •  | •  | •  | •  | 6    |

## Resultados
| Ano                     | Final      | Final              | Final         |               | Disputa do bronze  | Disputa do bronze | Disputa do bronze |
| Ano                     | Ouro       | Placar             | Prata         | Bronze        | Placar             | Quarto colocado   |                   |
| ----------------------- | ---------- | ------------------ | ------------- | ------------- | ------------------ | ----------------- | ----------------- |
| Atenas 2004 (detalhes)  | BRA Brasil | 3 – 2              | ARG Argentina | ESP Espanha   | 2 – 0              | GRC Grécia        |                   |
| Pequim 2008 (detalhes)  | BRA Brasil | 2 – 1              | CHN China     | ARG Argentina | 1 – 1 (1 – 0 pen.) | ESP Espanha       |                   |
| Londres 2012 (detalhes) | BRA Brasil | 2 – 0              | FRA França    | ESP Espanha   | 0 – 0 (1 – 0 pen.) | ARG Argentina     |                   |
| Rio 2016 (detalhes)     | BRA Brasil | 1 – 0              | IRN Irã       | ARG Argentina | 0 – 0 (1 – 0 pen.) | CHN China         |                   |
| Tóquio 2020 (detalhes)  | BRA Brasil | 1 – 0              | ARG Argentina | MAR Marrocos  | 4 – 0              | CHN China         |                   |
| Paris 2024 (detalhes)   | FRA França | 1 – 1 (3 – 2 pen.) | ARG Argentina | BRA Brasil    | 1 – 0              | COL Colômbia      |                   |

## Quadro geral de medalhas
| Ordem | País          | Medalha de ouro | Medalha de prata | Medalha de bronze |    |
| ----- | ------------- | --------------- | ---------------- | ----------------- | -- |
| 1     | BRA Brasil    | 5               |                  | 1                 | 6  |
| 2     | FRA França    | 1               | 1                |                   | 2  |
| 3     | ARG Argentina |                 | 3                | 2                 | 5  |
| 4     | CHN China     |                 | 1                |                   | 1  |
| 5     | IRN Irã       |                 | 1                |                   | 1  |
| 6     | ESP Espanha   |                 |                  | 2                 | 2  |
| 7     | MAR Marrocos  |                 |                  | 1                 | 1  |
| TOTAL | TOTAL         | 6               | 6                | 6                 | 18 |